# 多式综合语
多式綜合語（polysynthetic language），又稱編插語、相抱语、複综语，是綜合語的一種，擁有極高的綜合語特性。多式綜合語的詞，大多由多个語素組成。

## 定義
如果以「綜合程度」指語素和詞之間的比例，當某種語言的詞由多於一個語素組成，這種語言便稱為綜合語。以綜合程度而言，多式綜合語走在「每個詞都由極多的語素組成」的極端。（在另一個極端，就是一個詞只由一個語素組成的分析語。）
「語根併合」是指兩個以上的語根在構詞中互相結合的現象。語根併合經常是多式綜合的特徵，因而許多地方直接把有語根併合現象的語言定義成是多式綜合語。然而多式綜合語並非一定有語根併合的結構，同時有語根併合的語言也不一定是多式綜合語。

## 典故
「多式綜合」(polysynthesis) 一詞作為一個語言學的術語，最早應該是1819年，當Peter Stephen Duponceau（又名Pierre Étienne Duponceau）以它來形容美洲原住民的語言。
「綜合」和「多式綜合」兩個詞的現代用法，最早是在1920年代由Edward Sapir開始。

## 範例
多式綜合語的例子包括因紐特語、莫霍克語、古愛努語, Central Siberian Yupik、切羅基語、Sora、楚科奇語、科里亞克語、基蘭特語支、嘉絨語、以及北美及西伯利亞的古西伯利亞語言等多種語言。 此外，孤立語的漢語中也存在個別多式編插的現象。

### 楚科奇語
楚科奇語（一種多式綜合併入黏著語）中的例子：
Tымэвӈылэвтпыгтыpкын.
(T-ы-мэвӈ-ы-лэвт-пыгт-ы-pкын.)

t-ə-meyŋ-ə-levt-pəγt-ə-rkən
單數第一人稱.主語-大(嚴重)-頭-痛-第一人稱現在式

“我有嚴重頭痛。”   (Skorik 1961: 102)
T-ы-мэвӈ-ы-лэвт-пыгт-ы-pкын.(T-ə-meyŋ-ə-levt-pəγt-ə-rkən) 一詞的語素與詞的比例是5:1，其中有3個（meyŋ「大(嚴重)」、levt「頭」、pəγt「痛」）為併入詞素。

### 古愛努語
取自古愛努語（另一種多式綜合併入黏著語）的例子：
| Usaopuspe aejajkotujmasiramsujpa.                                           |                                                              |
| usa-opuspe                                                                  | a-e-jaj-ko-tujma-si-ram-suj-pa                               |
| 種種-謠言                                                                   | 第一人稱-應動語態-反身動詞-應動語態-遠-反身動詞-心-動搖-反覆 |
| “我的心在種種謠言之下不斷在遠方和自身間搖晃” (即,「我對種種謠言感到疑惑」.) |                                                              |
| (Shibatani 1990: 72)                                                        |                                                              |

aejajkotujmasiramsujpa一字由9個語素組成，當中兩個詞素（tujma「遠」、ram「心」）併入到動詞之中。

### 西格陵蘭語
中西伯利亞尤皮克語(Yupik languages)和西格陵兰语是高度綜合而沒有併入的語言的例子。
以下是一段西格陵蘭語 (一種多式綜合黏著語, 但非併入語) 的例子 (Fortescue 1983:97; 於 Evans and Sasse 2002 引用過), 語素-詞比例為12:1：
Aliikusersuillammassuaanerartassagaluarpaalli.

aliiku-sersu-i-llammas-sua-a-nerar-ta-ssa-galuar-paal-li 

娛樂-提供-半及物動詞-他精於-繫詞-說-重覆-將來式-肯定的,但是-第三人稱眾數主語-3第三人稱單數賓語-但

「不過，他們會說他是個偉大的娛樂圈人，但……」

### 西北高加索語族
西北高加索語族的動詞非常多式綜合。此語的動詞幾乎與句中所有名詞和代詞呼應，亦含小量併合成分。
取自尤比克语(Ubykh language)的例子：
aχʲazbatʂʾaʁawdətʷaajlafaqʾajtʾmadaχ! 

a-χʲa-z-batʂʾa-ʁa-w-də-tʷ-aaj-la-fa-qʾa-jtʾ-ma-da-χ 

他們-利益格-我-之下-奪格-你-使役-取-反覆-全部-可能語氣-過去式-未完成式-否定-條件語氣-願望語氣 

“只望你從沒有令他又為他們把我之下的全都拿出來!”
即使沒有像 Ubykh 很多動詞般併入了名詞，這個詞已包含16個明確的語素了。

### 漢語
漢語中雖然是分析語，但在某些時候有動詞短語充當限定成分構成的名詞短語，有點類似多式編插的形式，例如“貪污瓜分國家財產罪”。

## 多式綜合語之分布
世界上，很多地方都發展出了多式綜合語。不管有沒有併入成分，有些語系是典型的多式綜合語。它們包括非洲的班图语、北美洲和西伯利亞的阿薩巴斯卡語（Athabaskan）和因紐特語-阿留申語、高加索地區的西北高加索語族和東北高加索語族、歐洲的巴斯克語和芬蘭-烏戈爾語系、以及澳洲北部的Gunwinyguan 語。

## 問題
不是所有語言都可被輕易的分類為完全屬於多式綜合語。語素和語素之間、詞和詞之間的界線，有時並不明顯。有些語言可能在某部分比較綜合，但在其他部分比較不綜合。(compare verbs and nouns in Southern Athabaskan languages).